# Shkodran Mustafi
Shkodran Mustafi (født 17. april 1992) er en tysk tidligere professionel fodboldspiller, som senest spillede for Levante. Han var del af Tysklands trup som vandt verdensmesterskabet i 2014.

## Klubkarriere

### Everton
Efter at have kommet igennem ungdomsakademiet hos Hamburger SV, skiftede han i 2009 til engelske Everton. Han fik sin seniordebut, hvilke også ville blive hans eneste kamp for klubben, den 17. december 2009 i en Europa League-kamp mod BATE Borisov.

### Sampdoria
I søgen om fast spilletid, så skiftede Mustafi i januar 2012 til Sampdoria i Italien. Hans førsteholdsgennembrud kom i 2012-13 sæsonen.

### Valencia
Mustafi skiftede i august 2014 til spanske Valencia. Han spillede som fast mand i sine to sæsoner med klubben.

### Arsenal
Mustafi skiftede i august 2016 til Arsenal. Han blev med det samme etableret som en fast mand på holdet, en rolle som han vil holde over de næste tre sæsoner. Han begyndte dog herefter at døje med skadesproblemer, men han udviklede også et ry for at lave defensive fejl. Dettte resulterede i at hans spilletid blev reduceret.

### Schalke 04
Mustafi vendte i februar 2021 hjem til Tyskland, da han skiftede til Schalke 04.

### Levante
Mustafi skiftede i september 2021 til Levante. Hans tid med klubben var dog særlig skadesplaget, og i juli 2023 blev han enig med klubben om at ophæve sin kontrakt, efter at han kun havde spillet 15 kampe for klubben over to sæsoner.

## Landsholdskarriere

### Ungdomslandshold
Mustafi har repræsenteret Tyskland på flere ungdomsniveauer. Han var del af Tysklands U/17-trup som vandt U/17-Europamesterskabet i 2009.

### Seniorlandshold
Mustafi debuterede for Tysklands landshold den 13. maj 2014. Han var del af Tysklands trupper til flere international turneringer, herunder VM i 2014, hvor at Tyskland vandt verdensmesterskabet.

## Privat
Mustafi blev født i Bad Hersfeld til en familie af etniske albanere fra Nordmakedonien.

## Titler
Arsenal
- FA Cup: 2 (2016-17, 2019-20)

Tyskland U/17
- U/17 Europamesterskabet: 1 (2009)

Tyskland
- Verdensmesterskabet: 1 (2014)
- FIFA Confederations Cup: 1 (2017)